# Haitianisch-indonesische Beziehungen
Die haitianisch-indonesischen Beziehungen beschreiben das bilaterale Verhältnis zwischen der Republik Haiti einerseits und der Republik Indonesien andererseits.

## Geschichte und Stand
Die im Jahr 1804 von Frankreich unabhängig gewordene Republik Haiti und die im Jahr 1949 vom Königreich der Niederlande selbstständig gewordene Republik Indonesien unterhalten seit 2012 diplomatische Beziehungen. Die entsprechende gemeinsame Erklärung wurde von den Leitern der Ständigen Vertretungen beider Länder bei den Vereinten Nationen in New York unterzeichnet.
Es wurden keine diplomatischen oder konsularischen Vertretungen im jeweils anderen Land eingerichtet. Die Botschaft Indonesiens in Havanna/Kuba ist in Haiti nebenakkreditiert.
Haiti ist Mitglied der Karibischen Gemeinschaft (CARICOM), bei der Indonesien seit 2018 einen Drittlandstatus erhielt. Dieses bedeutet die Intensivierung der Zusammenarbeit in Fragen des Handels und der Entwicklung sowie in miultlateralen Organisationen.
Nach dem verheerenden Erdbeben in Haiti 2010 wurde in Indonesien ein Team von 85 Helfern zusammengestellt und mit Hilfsgütern ausgestattet. Das Team gelangte zügig in die Dominikanische Republik, sah dort aber keine Möglichkeit, rasch in das Nachbarland Haiti zu kommen. Die Helfer reisten in ihre Heimat zurück.
Im November 2010 informierte sich eine haitianische Delegation auf Beamtenebene in Indonesien über Strategien im Umgang mit dem Wiederaufbau nach Naturkatastrophen wie dem Tsunami des Jahres 2004 oder dem Erdbeben in Yogyakarta im Mai 2006. Das Ziel der Mission war es, die zerstörten Gebäude, auch die Infrastruktur, besser wieder aufzubauen („Build Back Better“).
Indonesien beteiligte sich an der Friedens- und Stabilisierungsmission der Vereinten Nationen in Haiti (MINUSTAH, 2004 bis 2017) mit einer Pioniereinheit, die im Jahr 2014 abgezogen wurde, um in der Zentralafrikanischen Republik die MINUSCA zu unterstützen.